# 上田東一
上田 東一（うえだ とういち、1954年（昭和29年）4月8日 - ）は、日本の政治家、実業家。岩手県花巻市長（3期）。

## 来歴

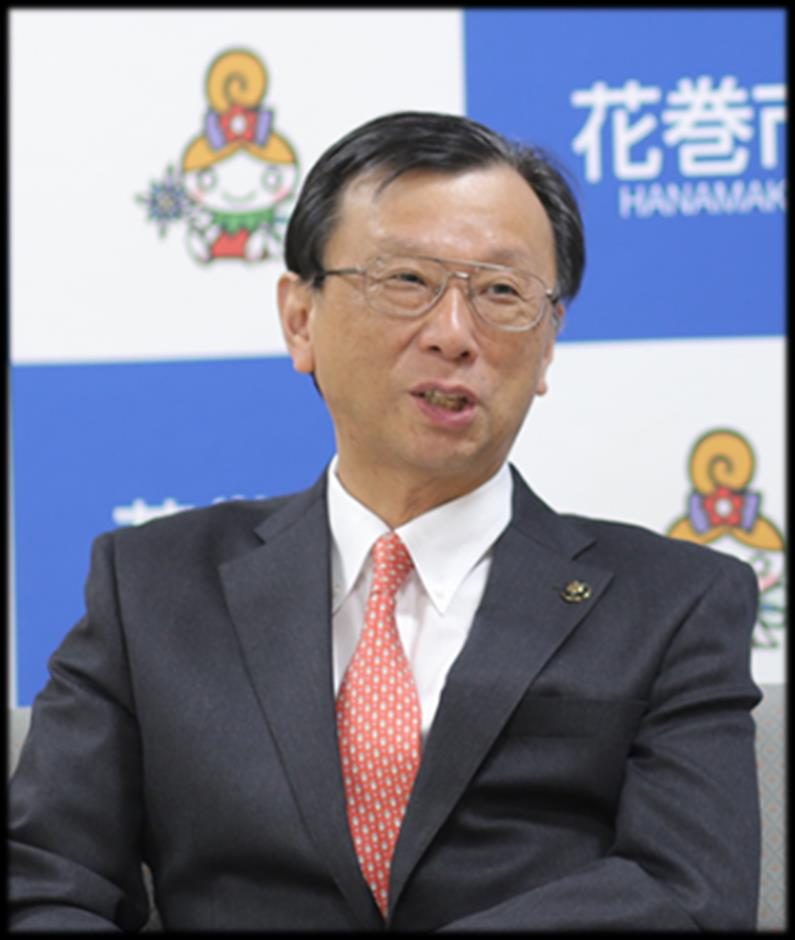
岩手県花巻市「ふるさと名物応援宣言」資料内にて公開された肖像

岩手県花巻市湯口出身。1977年（昭和52年）3月、東京大学法学部卒業。三井物産に就職し、計10年間、ニューヨークとロサンゼルスに勤務した。2003年（平成15年）、ゼネラル・エレクトリックの金融事業系の会社に転職。
2005年（平成17年）、岩手県花巻市へ戻り、廃棄物処理会社の代表取締役に就任した。
2014年（平成26年）1月26日に行われた花巻市長選挙に自民党花巻市支部と社民党花巻総支部の支持と共産党市議の支援を受けて立候補。現職の大石満雄との一騎打ちを制し初当選した。投票率は63.25％。2月5日、市長就任。
2018年（平成30年）、無投票により再選。
2022年（令和4年）1月23日、元市議会議長だった小原雅道との市長選を制し、3選。

## 新花巻図書館複合施設整備事業
2020年（令和2年）1月29日、JR東日本所有の花巻駅東口の土地を賃貸借し、図書館と賃貸住宅、テナントからなる複合施設や、周辺に広場、立体駐車場を整備するという事業構想を発表した（新花巻図書館複合施設整備事業）。
同年2月28日、市議会定例会に同事業を盛り込んだ当初予算案を提出。市議の多くは図書館建設自体には反対していなかったが、特定目的会社（SPC）を設立して行う整備手法や、50年間の定期借地契約の締結について疑問視した。定例会の一般質問で市議13人のうち5人が図書館問題を取り上げ、うち4人が反対や懐疑的立場でただした。
同年3月11日、上田は一般会計予算案を撤回。整備関連経費の一部を削除して予算案を提案し直すという異例の展開となった。